# Aggregata maxima
Aggregata maxima is een soort in de taxonomische indeling van de Myzozoa, een stam van microscopische parasitaire dieren. Het organisme komt uit het geslacht Aggregata en behoort tot de familie Aggregatidae. Aggregata maxima werd in 1975 ontdekt door Theorides & Desportes.